# Faedo (Trentino)
Faedo (im Trentiner Dialekt: Faé, deutsch veraltet: Pfaid o. Vaid) ist eine Fraktion der italienischen Gemeinde (comune) San Michele all’Adige in der Provinz Trient, Region Trentino-Südtirol.

## Geografie
Der Ort liegt etwa 13,5 Kilometer nordnordöstlich von Trient auf der orographisch linken Talseite des Etschtales auf 456 m s.l.m. oberhalb der Rotaliana-Ebene. Nordöstlich von Faedo befindet sich das Schloss Königsberg (Castello di Monreale).

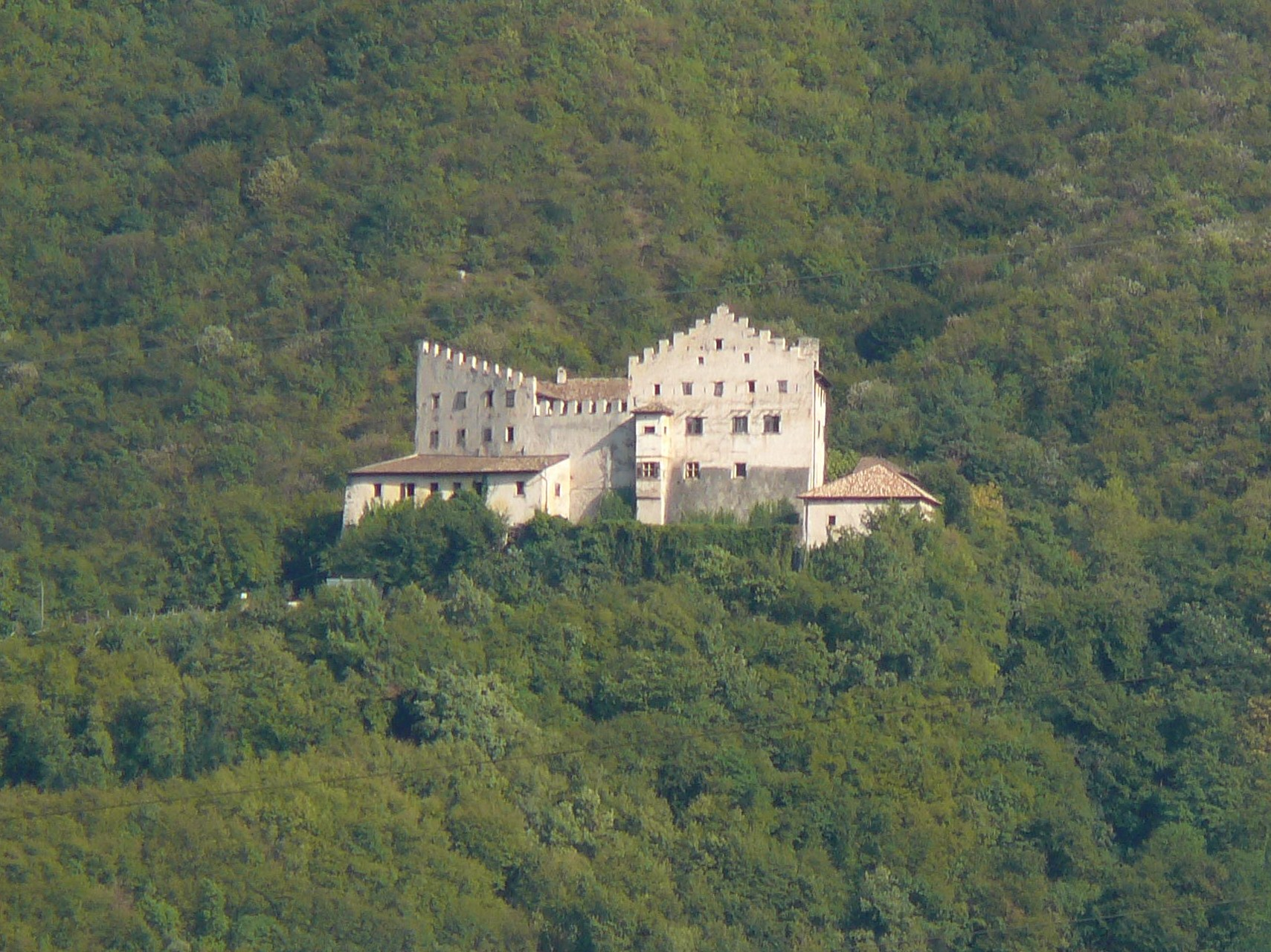
Schloss Königsberg-Monreale

## Geschichte
Ersturkundlich wird Faedo in den Traditionsnotizen des ehemaligen Augustinerchorrenstifts St. Michael a.d. Etsch im Jahr 1177 unter der Bezeichnung in monte Vaido genannt.
Faedo war vor 1928 und zwischen 1952 und 2019 eine eigenständige Gemeinde und wurde nach 1928 am 1. Januar 2020 zum zweiten Mal der Gemeinde San Michele all’Adige angeschlossen.

## Söhne und Töchter
- Giuseppe Sandri (1946–2019), Ordensgeistlicher und römisch-katholischer Bischof von Witbank in Südafrika